# Асьё
Асьё (фр. Assieu) — коммуна во Франции, находится в регионе Рона — Альпы. Департамент коммуны — Изер. Входит в состав кантона Руссильон. Округ коммуны — Вьенн.
Код INSEE — 38017. Население коммуны на 2006 год составляло 1178 человек. Населённый пункт находится на высоте от 220 до 407 метров над уровнем моря. Муниципалитет расположен на расстоянии около 430 км юго-восточнее Парижа, 40 км южнее Лиона, 75 км западнее Гренобля. Мэр коммуны — M. Luc Monin, мандат действовал на протяжении 2001—2008 годов.
Динамика населения (INSEE):